# Las Limas, Jesús Carranza
Las Limas är en ort i Mexiko.   Den ligger i kommunen Jesús Carranza och delstaten Veracruz, i den sydöstra delen av landet, 500 km sydost om huvudstaden Mexico City. Las Limas ligger 34 meter över havet och antalet invånare är 331.
Terrängen runt Las Limas är platt. Runt Las Limas är det glesbefolkat, med 10 invånare per kvadratkilometer. Närmaste större samhälle är Jesús Carranza, 4,6 km väster om Las Limas. Omgivningarna runt Las Limas är en mosaik av jordbruksmark och naturlig växtlighet.